# Andy Richter
Paul Andrew "Andy" Richter (Grand Rapids, 28 d'octubre de 1966) és un actor, presentador i escriptor estatunidenc.
Segon dels quatre fills de la dissenyadora Glenda Palmer i del professor Laurence R. Richter, els seus pares es van divorciar quan tenia 4 anys.
A finals dels anys vuitanta Andy Richter estudia al Columbia College de Chicago, on aprèn les bases de la comèdia, i el 1988 treballa com ajudant en la producció d'alguns curtmetratges publicitaris a Chicago. L'any següent treballa amb algunes companyies teatrals, amb les quals obté un bon èxit, en particular amb la representació en escena de The Real Live Brady Bunch, cèlebre sitcom dels anys setanta. L'atenció mediàtica al voltant de Richter li dona la possibilitat de treballar el 1993 al Late Night with Conan O'Brien, inicialment com a autor, i després com a suport còmic de Conan O#'Brien.
Richter deixa el show televisiu Late Night with Conan O'Brien el 2000, per treballar en la seva primera producció que porta el seu nom: Andy Richter Controls the Universe, a la Fox Network. El show però ve cancel·lat després de dues temporades. Segueix l'experiència amb la sitcom Give Me Five, que dura una sola temporada i Andy Barker P.I., coproduïda amb Conan O'Brien i a la NBC. Richter apareix com a estrella convidada també en diverses sèries de televisió com Malcolm in the Middle, Monk, Chuck i Arrested Development (en el seu propi paper) i en algunes produccions cinematogràfiques com Elf - Un elf de nom Buddy, La filla del meu cap, Scary Movie 2, Blades of Glory i El doctor T i les dones. Andy Richter també va doblar Ben en The Mighty B! i Mortino en la sèrie Madagascar.
Richter està casat des del 1994 amb l'actriu Sarah Thyre, amb qui ha tingut dos fills, William (2001) i Mercy (2007). Thyre va ser part de l'elenc de la sèrie de comèdia Strangers with Candy, on Richter va fer freqüents aparicions. Richter i Thyre també van aparèixer junts interpretant a Hänsel i Gretel en un episodi de la sèrie de comèdia Upright Citizens Brigade el 1998.
És membre de la fraternitat universitària Sigma Phi Epsilon. A més del seu treball en televisió, ha aparegut en pel·lícules com Aliens in the Attic, Big Trouble, Elf, Seeing Other People, New York Minute, Madagascar 2, Madagascar 3, My Boss's Daughter, Scary Movie 2, Cabin Boy, Frank McKlusky, C.I, Pootie Tang, Talladega Nights: The Ballad of Ricky Bobby, Blades of Glory, Semi-Pro, Lenny the Wonder Dog i Dr. T & the Women.

## Filmografia
| Any  | Pel·lícula                                      | Paper                      | Notes            |
| ---- | ----------------------------------------------- | -------------------------- | ---------------- |
| 1994 | Cabin Boy                                       | Kenny                      |                  |
| 1996 | Good Money                                      | Happy                      |                  |
| 1998 | The Thin Pink Line                              | Ken Irpine                 |                  |
| 1999 | Barenaked in America                            | Ell mateix                 | Documental       |
| 2000 | El doctor T i les dones (Dr. T & The Women)     | Eli                        |                  |
| 2000 | Book of Shadows: Blair Witch 2                  | Ell mateix                 | Material d'arxiu |
| 2001 | Dr. Dolittle 2                                  | Eugene Wilson              |                  |
| 2001 | Pootie Tang                                     | Record Executive           |                  |
| 2001 | Scary Movie 2                                   | Father Harris              |                  |
| 2001 | Wild Desk Ride                                  | Ell mateix                 |                  |
| 2001 | Kids in the Hall: Same Guys, New Dresses        | Ell mateix                 | Documental       |
| 2002 | Gigantic (A Tale of Two Johns)                  | Ell mateix                 | Documental       |
| 2002 | Run Ronnie Run                                  | Network Execuive #2        |                  |
| 2002 | Martin & Orloff                                 | Maitre 'D                  |                  |
| 2002 | Big Trouble                                     | Jack Pendick/Ralph Pendick |                  |
| 2002 | Frank McKlusky, C.I.                            | Herb                       |                  |
| 2002 | God Hates Cartoons                              | Drinky Crow                |                  |
| 2002 | The Cat Returns                                 | Natoru                     | Veu              |
| 2003 | End of the Century                              | Ell mateix                 | Documental       |
| 2003 | My Boss's Daughter                              | Red Taylor                 |                  |
| 2003 | Elf                                             | Morris                     |                  |
| 2004 | Sesame Street: Happy Healthy Monsters           | Ell mateix                 |                  |
| 2004 | Death and Texas                                 | Congressista Jack Levanyt  |                  |
| 2004 | Mou-te, que això és Nova York (New York Minute) | Bennie Bang                |                  |
| 2004 | Seeing Other People                             | Carl                       |                  |
| 2005 | The Aristocrats                                 | Ell mateix                 | Documental       |
| 2005 | Madagascar                                      | Mort                       | Veu              |
| 2005 | Lenny the Wonder Dog                            | Lenny                      | Veu              |
| 2006 | Talladega Nights: The Ballad of Ricky Bobby     | Gregory                    |                  |
| 2007 | The Procedure                                   | T.J.                       | Curtmetratge     |
| 2007 | Blades of Glory                                 | Mountie                    |                  |
| 2008 | Semi-Pro                                        | Bobby Dee                  |                  |
| 2008 | Madagascar: Escape 2 Africa                     | Mort                       | Veu              |
| 2008 | Prop 8: The Musical                             | Gay California Man         | Curtmetratge     |
| 2009 | The Arrested Development Documentary Project    | Ell mateix                 | Documental       |
| 2009 | Aliens in the Attic                             | Oncle Nathan Pearson       |                  |
| 2011 | Conan O'Brien Can't Stop                        | Ell mateix                 | Documental       |
| 2012 | Madagascar 3: Europe's Most Wanted              | Mort                       | Veu              |
| 2012 | Halo 4                                          | Marine                     | Veu              |